# TJP Centre dramatique national de Strasbourg Grand Est
Pour les articles homonymes, voir TJP.
Ne doit pas être confondu avec Théâtre des Jeunes de Pully ou Théâtre national de Strasbourg.
Le TJP Centre dramatique national de Strasbourg Grand Est (anciennement Théâtre jeune public et Maison des arts et loisirs) est un théâtre français de statut associatif créé en 1974 dans la ville de Strasbourg par l'acteur et metteur en scène André Pomarat, issu de la première promotion de l'École supérieure d'art dramatique de Strasbourg. En 1990, l'établissement obtient le label de Centre dramatique national (CDN). À la suite d'André Pomarat, il est dirigé par les marionnettistes Grégoire Callies de 1997 à 2012 et Renaud Herbin de 2012 à 2022. La danseuse et chorégraphe d'origine japonaise Kaori Ito en prend la direction à partir du 1er janvier 2023. Le TJP est actuellement implanté sur deux sites du centre-ville, la Petite scène dans le quartier de la Petite France et la Grande scène dans le quartier de la Krutenau. Sa programmation se distingue par son adresse à toutes les générations, avec des spectacles accessibles dès la petite enfance mais également une programmation destinée à un public exclusivement adulte, et par des formes artistiques pluridisciplinaires autour des arts de la marionnette, du théâtre d'objets, du théâtre d'ombres, de la danse, du cirque et des arts visuels. Le CDN organise depuis 1977 le festival Les Giboulées qui se déroule au mois de mars dans de nombreuses salles du territoire de l'Eurométropole de Strasbourg et présente des dizaines de propositions explorant ces genres théâtraux.

## Histoire

### Origine et développement
En 1974, André Pomarat, élève puis professeur de l'École supérieure d'art dramatique de Strasbourg et comédien permanent au sein de la troupe du Théâtre national de Strasbourg, et l'association qui l'entoure, Arts et Loisirs, fondent la Maison des Arts et des Loisirs (MAL). La ville met à sa disposition un ancien temple protestant désaffecté dans le quartier de la Petite France. André Pomarat et son équipe y programment des formes artistiques à la lisière du théâtre, encore peu explorées par les grandes institutions culturelles : la marionnette, le conte, la poésie, le nouveau cirque, le mime, ou encore le théâtre de rue. La MAL propose chaque début d'été Les Animations de la Petite France, invitant les habitants de ce quartier qui à cette époque était populaire et majoritairement ouvrier, à assister à des projections de films, manifestations sportives, concerts, bals et spectacles gratuits.
Un festival est lancé en 1977, le festival des Giboulées de la marionnette, suivi d'autres évènements tels que Mimes et clowns (de 1978 à 1987) où se produisent des artistes tels que Jango Edwards, Héctor Malamud, les Mummenschanz, et la Fête des mots (de 1979 à 1986) à laquelle prennent part entre autres Valère Novarina, Abbi Patrix, Roland Engel et Patrick Le Mauff.
En 1982 est créée la Compagnie du Théâtre Jeune Public et la MAL prend alors le nom de MAL / TJP (Maison des arts et loisirs / Théâtre jeune public). De nombreux spectacles à destination du jeune public sont créés par Éric de Dadelsen, Philippe Dorin et Pierre Halet, tels que Conducteur d’île (1982), See Brant (1982), Ogrrre ! (1985), Mowgli, l’enfant-loup (1988), Ram-Dam ou le miroir sonore (1989).
En 1985, André Pomarat crée avec François Lazaro le spectacle La Légende des siècles d'après l'œuvre de Victor Hugo, dans le cadre des célébrations du centenaire de la mort de l'écrivain. Sur la mise en scène de Lazaro, Pomarat adapte et découpe les poèmes d'Hugo qu'il interprète dans un seul-en-scène pendant près de deux heures. Le spectacle remporte trois prix au Festival Off d'Avignon. C'est en 1985 également qu'est lancé le Tremplin Jeune Théâtre qui propose des ateliers de pratique artistiques à des jeunes âgés de 14 à 23 ans leur permettant d'explorer diverses disciplines (jeu d'acteur, danse, mime, chant, manipulation de marionnettes, écriture théâtrale). Parmi les jeunes y ayant pris part, certains ont ensuite fait carrière dans le domaine artistique, tels que Julien Baumgartner et Alex Lutz,.

### Label CDN et seconde direction
Le théâtre obtient le label Centre dramatique national en 1990 et constitue ainsi un des Centres dramatiques nationaux pour l'enfance et la jeunesse (CDNEJ) de 1991 à 2000. En 1991 a lieu la 10e édition du festival des Giboulées. La Maison des Arts et des Loisirs prend le nom de théâtre Jeune Public en 1992. 
En 1997, Grégoire Callies succède à André Pomarat à la tête du théâtre. Au TJP, Grégoire Callies crée notamment de 2007 à 2009 la trilogie La Petite Odyssée, une suite de trois spectacles de marionnettes à gaine chinoise dans lesquels une jeune orpheline prénommée Odyssée et son ami Bernie partent à la rencontre de personnalités qui ont marqué l'histoire. À partir de 2001, le TJP devient Centre dramatique national (CDN) à mission jeune public. En 2009, la salle rénovée de la Grande Scène est rebaptisée salle André Pomarat et le festival des Giboulées de la marionnette connait sa 20e édition.

### Du théâtre jeune public au TJP
Renaud Herbin devient directeur en 2012. Il met en place certains changements, notamment le changement du nom du théâtre en TJP, pour souligner le fait que les spectacles s'adressent à tous les publics. Ces changements rencontrent une certaine opposition. Le projet finit par s'imposer, et en 2015 Renaud Herbin est reconduit au poste de directeur. 
Il y développe un projet autour de la thématique Corps-Objet-Image en programmant régulièrement des artistes tels que Miet Warlop (Proposition 1 : Reanimation en 2012 ; Mistery Magnet en 2014 ; Dragging the bone en 2015 ; Fruits of labor en 2017 ; Big Bears cry too en 2019 ; After all Springville en 2023), Aurélien Bory (Sans Objet en 2013 ; Plexus en 2015 ; Questcequetudeviens? et Corps Noir en 2016 ; Ash en 2018), Gisèle Vienne (Kindertotenlieder en 2013 ; The Ventriloquists Convention en 2016), Pierre Meunier (Molin Molette ; La Bobine de Ruhmkorff ; Forbiden di Sporgersi ; Badavlan ; La Vase ; Securilif ; Bachelard Quartet), Phia Ménard (L'après-midi d'un foehn ; Vortex ; Belle d'hier), Bérangère Vantusso (Le Rêve d'Anna ; L'Institut Benjamenta ; Le Cercle de craie caucasien ; Longueur d'Ondes ; Bouger les lignes), Yngvild Aspeli (Signaux en 2013 ; Cendres en 2015 ; Chambre noire en 2017 ; Moby Dick en 2022), Alice Laloy (Batailles en 2012 ; Sous ma peau /sfu.ma.to/ en 2015 ; Tempo en 2016 ; Ça Dada en 2019 ; À Poils et Pinocchio(live)#2 en 2022), Patrick Sims, Tibo Gebert.
Pendant sa direction au TJP, il crée notamment trois spectacles à destination du très jeune public (dès 3 ans), Wax (2016), L'Écho des creux (2019) et À qui mieux mieux (2022).

### Directions
Le directeur ou la directrice est nommé(e) par le Président du TJP sur proposition d'un comité de sélection qui peut être composé de représentants de l’État, de la région Grand Est, de la ville de Strasbourg et de la Collectivité européenne d'Alsace. Sa nomination fait l'objet d'un agrément du (de la) Ministre de la Culture . La durée d'un mandat est de trois ans, renouvelable deux fois, des prolongations d'une année pouvant parfois être accordées.
- 1974–1997 : André Pomarat, acteur et metteur en scène
- 1997–2011 : Grégoire Callies, marionnettiste[15],[16]
- 2012–2022 : Renaud Herbin, marionnettiste[17]
- 2023– : Kaori Ito, danseuse et chorégraphe[18]

De 1982 à 1992, Eric de Dadelsen, qui fut par la suite directeur du Centre dramatique national de Normandie (Théâtre du Préau à Vire) de 1995 à 2008, a été directeur-adjoint et metteur en scène du TJP de Strasbourg.
Anne-Françoise Cabanis, directrice du Festival mondial des théâtres de marionnettes de Charleville-Mézières, de 2008 à 2020 a également été programmatrice au sein du TJP.

## Locaux
Le TJP est présent sur deux sites du centre-ville de Strasbourg : la Petite scène depuis 1974 et la Grande scène depuis 1982. Les deux édifices sont la propriété de la ville de Strasbourg qui les met à disposition de l'association TJP à titre gracieux.

### La Petite scène

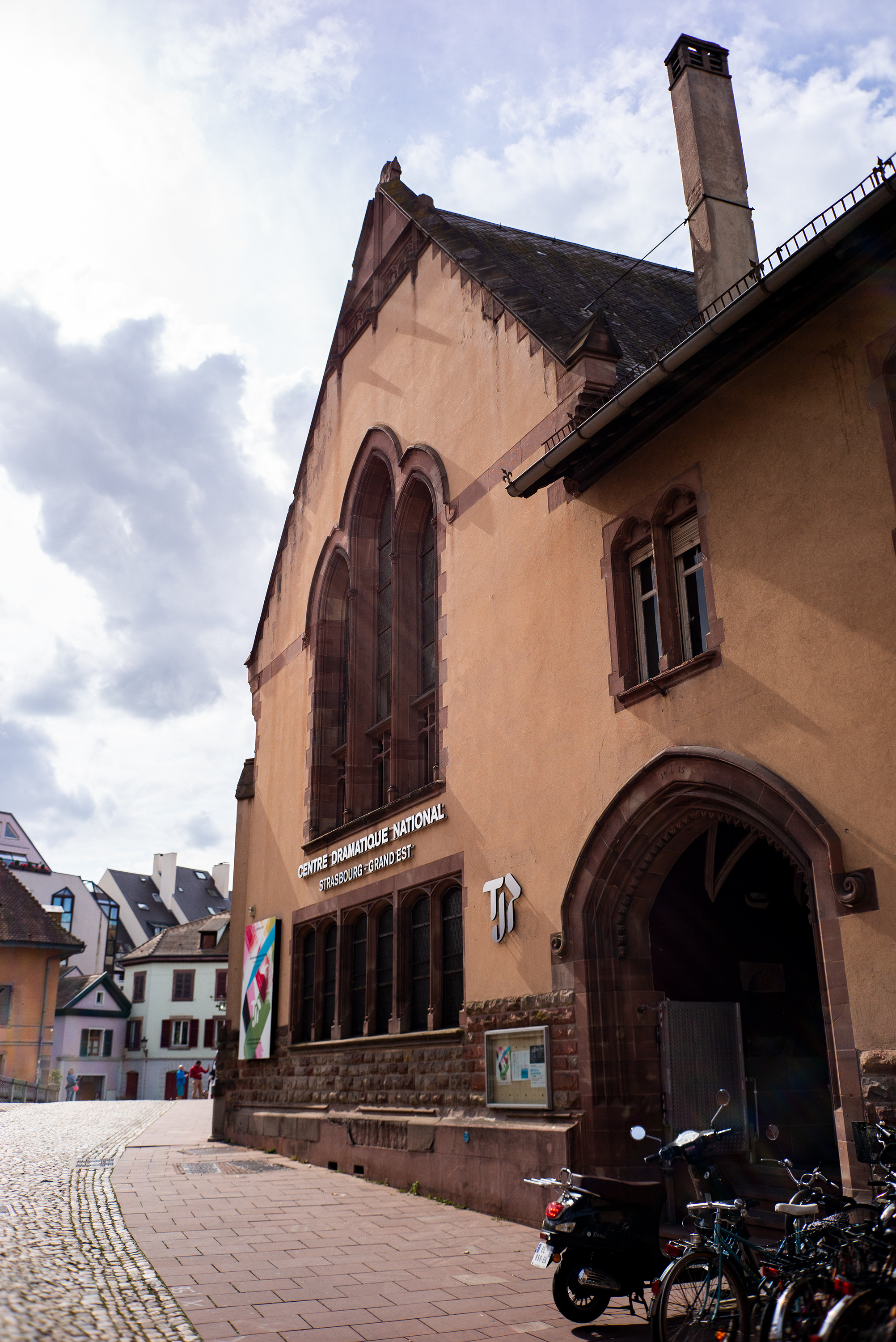
La façade du TJP Petite Scène, dans le quartier de la Petite France.

La Petite scène est située au numéro 1, rue du pont Saint-Martin dans le quartier de la Petite France, sur la rive gauche de l'Ill. C’est dans l’ancienne chapelle du pont Saint-Martin, construite en 1905 pour l’association de culte évangélique (Evangelischer Gottestdienstlicher Verein) dans le style néogothique et désaffectée en 1969, que naît le TJP en 1974. Aujourd’hui s’y trouve toujours le siège de l'association TJP ainsi que les bureaux des équipes administratives. Elle abrite deux salles de spectacles, une salle modulable en rez-de-chaussée et, au sous-sol, une salle présentant une petite ouverture de scène (plateau de 9,8 mètres sur 7), toutes deux pouvant accueillir une centaine de spectateurs. En 1993, le conseil municipal vote des travaux de restructuration pour 3 000 000 FF : création d'un hall d'accès à la salle de spectacle et de sanitaires sous la cour, insonorisation de la petite salle du rez-de-chaussée par la création d'un sas, réorganisation complète du premier étage de bureaux et, au deuxième étage, création d'un vide sur hall pour la mise en valeur des trois vitraux de la façade principale, d'un atelier de couture et d'une salle de répétition.

### La Grande scène

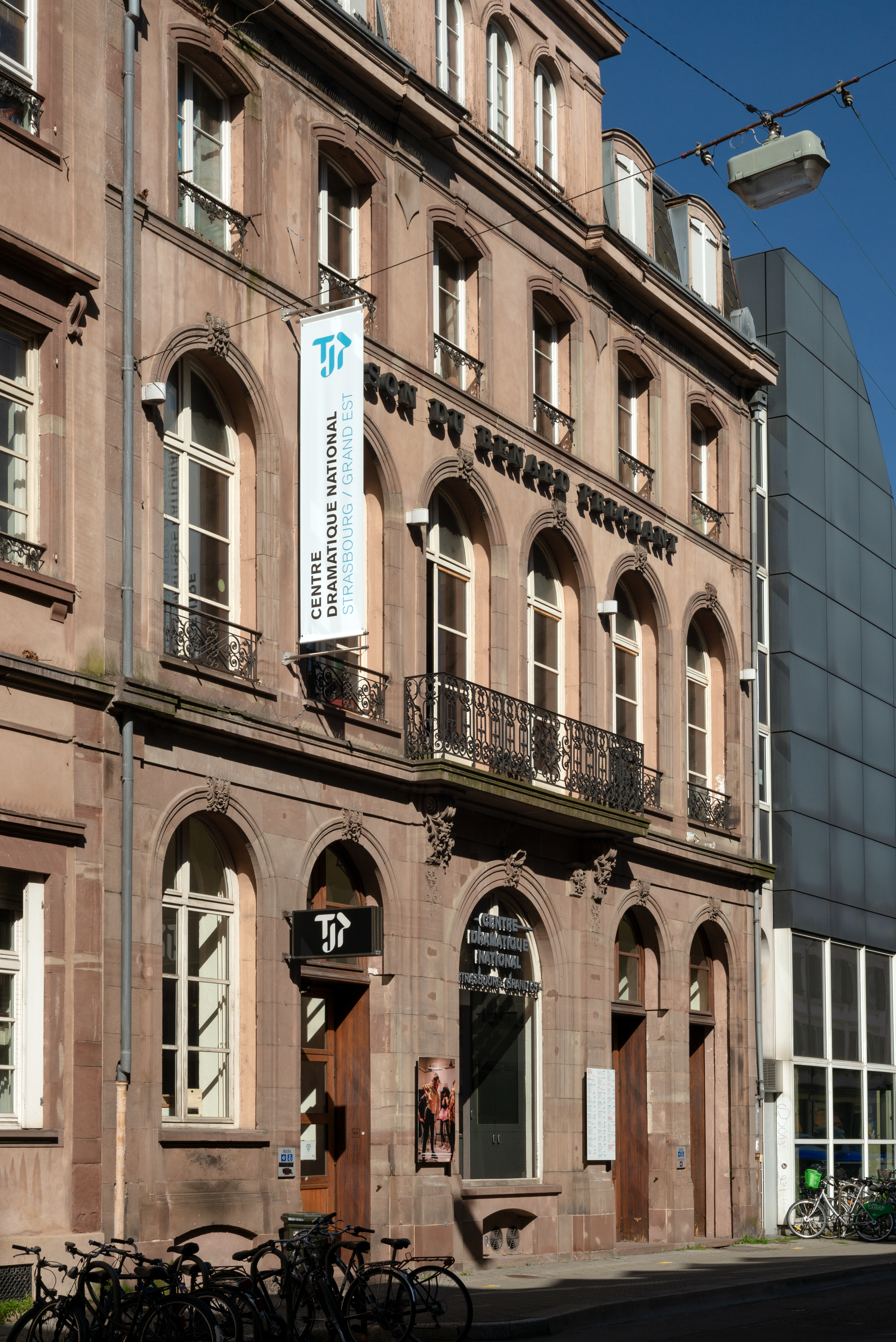
La façade du TJP Grande Scène, dans le quartier de la Krutenau

La Grande scène est sise au numéro 7, rue des Balayeurs dans le quartier de la Krutenau. L'immeuble qui l'abrite, d'architecture néo-classique, a été édifié en 1868 et abrita d'abord une grande salle de bals, concerts et spectacles appelée Réunion des Arts avant de devenir une salle de cinéma sous les noms de Le Podium (1929-1935), Cinéma Brasserie Krutenau (1935-1951), puis Rexy, L’Étoile et enfin L’Esplanade. Le dernier cinéma ferme en 1964, le bâtiment est alors désaffecté avant d'être racheté par la ville en 1970 et, sous l'impulsion de Germain Muller, adjoint à la culture de la ville, et après plusieurs étapes, ce qui deviendra la Grande Scène, est inaugurée en 1982. À la Grande Scène, la salle André Pomarat possède une plus grande ouverture de scène (plateau de 12 mètres sur 10) et une plus grande capacité d’accueil du public (environ 200 places). Entre 1995 et 1997, une extension de 159 m2 sur deux niveaux est réalisée grâce à l'acquisition de locaux dans le bâtiment mitoyen nouvellement construit au numéro 9, rue des balayeurs,. En août 2009, cette salle fut rénovée pour une mise aux normes de sécurité et d'accessibilité aux personnes à mobilité réduite. De 2020 à 2022, les troisième et quatrième étages sont entièrement réhabilités pour y aménager des hébergements modernes et fonctionnels à destination des artistes. La Grande scène dispose en outre de trois autres salles qui peuvent accueillir des spectacles avec une audience limitée (30 à 50 spectateurs), des ateliers de pratique artistique ou des résidences d'artistes : la salle Ray Nusselein située au rez-de-chaussée et les salles Modeste et Marionnette situées au premier étage.

### L'atelier
L'association TJP est propriétaire depuis 2022 d'un atelier situé sur le territoire de la commune limitrophe d'Illkirch-Graffenstaden destiné à la construction et au stockage des éléments scéniques et du matériel technique.

## Répertoire
- 1977 : Un pantalon pour mon ânon, mise en scène André Pomarat
- 1979 : Bric & Brac, mise en scène Maurice Casagranda
- 1982 : Le Conducteur d’île de Philippe Dorin, mise en scène Éric de Dadelsen
- 1982 : Lorette, mise en scène André Pomarat
- 1982 : See Brant, mise en scène Pierre Halet
- 1984 : L’Île aux esclaves, mise en scène André Pomarat
- 1984 : Sommeil de plume, mise en scène François Lazaro
- 1985 : La Légende des Siècles d'après Victor Hugo, mise en scène François Lazaro
- 1985 : Les enfants de Victor, mise en scène Christa Wagner
- 1985 : Cric Crac, mise en scène Éric de Dadelsen
- 1985 : Ogrrre de Philippe Dorin, mise en scène Éric de Dadelsen
- 1986 : Oliver Twist d'après Charles Dickens, mise en scène Éric de Dadelsen
- 1987 : Chambre Caméléon, mise en scène Philippe Dorin
- 1988 : Mowgli l’enfant loup d'après Rudyard Kipling, mise en scène Éric de Dadelsen
- 1988 : Fenêtre sur la 80ème rue, mise en scène Éric de Dadelsen
- 1989 : RAMDAM, mise en scène Éric de Dadelsen
- 1990 : Chevalier-service de Philippe Dorin, mise en scène Éric de Dadelsen
- 1991 : Wagon-lit, mise en scène Éric de Dadelsen
- 1992 : Moitié Claire, mise en scène Bernard Sultan
- 1992 : Le Faiseur de Honoré de Balzac, mise en scène Charles Joris
- 1993 : La Chanson de Roland, mise en scène Bruno de La Salle
- 1994 : Orage au théâtre Gogo, mise en scène Jan Skotnicki
- 1994 : Siméon et les girouettes, mise en scène Eve Ledig
- 1995 : Schlamm, mise en scène Jean-Louis Heckel
- 1996 : Couleurs, mise en scène André Pomarat
- 1996 : Objets d’amour, mise en scène Eve Ledig
- 1998 : Et s'ils savaient tout ? d'après Toon Tellegen, mise en scène Grégoire Callies
- 2000 : Othello d'après William Shakespeare, mise en scène Grégoire Callies
- 2002 : Fasse le ciel que nous devenions des enfants, mise en scène Grégoire Callies
- 2002 : Modeste proposition d'après Jonathan Swift, mise en scène Grégoire Callies et Delphine Crubézy
- 2002 : Adam, Ève, Lucifer, Dieu et les Autres d'après Imre Madách, mise en scène Grégoire Callies
- 2003 : Chambre à air, mise en scène Grégoire Callies
- 2004 : La Neige au milieu de l'été de Guan Hanqing, mise en scène Grégoire Callies
- 2005 : Les Veilleurs de jour, mise en scène Laurent Contamin
- 2006 : Le Nuage amoureux d'après Nâzim Hikmet, mise en scène Grégoire Callies
- 2006 : Lettre à personne d'autre, mise en scène Grégoire Callies
- 2007 : La Petite Odyssée, mise en scène Grégoire Callies
- 2007 : Ça va !, mise en scène Hélène Hamon
- 2009 : La Petite Odyssée 2, mise en scène Grégoire Callies
- 2009 : La Petite Odyssée 3, mise en scène Grégoire Callies
- 2011 : Pierre et le loup, mise en scène Grégoire Callies
- 2013 : Actéon, mise en scène Renaud Herbin
- 2015 : Profils, mise en scène Renaud Herbin et Christophe Le Blay
- 2016 : Wax, mise en scène Renaud Herbin
- 2016 : La Vie des formes, mise en scène Renaud Herbin
- 2018 : At the still point of the turning world, mise en scène Renaud Herbin
- 2019 : L'Écho des creux, mise en scène Renaud Herbin
- 2019 : Milieu & Alentour, mise en scène Renaud Herbin
- 2021 : Quelque chose s'attendrit, conception Renaud Herbin
- 2022 : Par les bords, conception Renaud Herbin
- 2022 : À qui mieux mieux, conception Renaud Herbin
- 2023 : Waré Mono, direction artistique et chorégraphie Kaori Ito

## Activités

### Missions
- soutenir la création et à la diffusion
- faire émerger de nouvelles formes et esthétiques s'appuyant sur une dimension transdisciplinaire
- s'adresser à un public intergénérationnel, et notamment au jeune public et aux familles
- attacher une attention particulière à la dimension transfrontalière
- développer une politique d’action et de médiation en direction des publics éloignés de la culture pour des raisons sociales, géographiques, culturelles ou économiques
- développer une politique d’éducation artistique et culturelle en direction des jeunes, et notamment des publics scolaires

### La saison
Chaque saison, qui débute généralement en septembre ou octobre pour se terminer en mai ou juin, la programmation du TJP est composée de 20 à 30 spectacles qui correspondent à un total de 120 à 160 représentations, hors festival des Giboulées. Au moins trois spectacles sont accessibles pour les tout petits (dès 0, 1 ou 2 ans), au moins trois également pour les enfants de niveau maternelle (dès 3, 4 ou 5 ans) et au moins trois pour les enfants de niveau élementaire (dès 6 à 10 ans), le reste de la programmation s'adressant plutôt aux adultes et adolescents.
Le TJP accueille certains spectacles en coréalisation avec d’autres structures culturelles de Strasbourg, le Maillon, le Théâtre national de Strasbourg et Pole-Sud CDCN en particulier, dans un objectif de circulation des publics, de collaboration entre équipes des théâtres et de partage des coûts.

### Le festival des Giboulées
Le festival a été créé en 1976 par André Pomarat sous l'appellation les Giboulées de la Marionnette, dont la première édition s'est déroulée du 23 février au 25 mars 1977. Il a lieu, à ses débuts et depuis 2012, tous les deux ans, ayant connu un rythme annuel de 2003 à 2012. Sa 20e édition a eu lieu en 2009 et sa 28e édition en 2022. Il se déroule dans l'ensemble de l'Eurométropole de Strasbourg, des spectacles étant régulièrement accueillis dans les salles du Théâtre national de Strasbourg, du Maillon, de Pole-Sud CDCN, du Théâtre de Hautepierre, de l'Espace K, du Centre socio-culturel Fossé des Treize, mais aussi dans les salles de spectacles des communes périphériques de Lingolsheim, Oberhausbergen, Schiltigheim, ainsi que dans l'espace public. En 2014, Renaud Herbin rebaptise l'événement en Biennale internationale Corps-Objet-Image.
Les Giboulées sont une plongée dans la richesse des pratiques de la marionnette contemporaine. En perpétuelles mutations, les formes sont hybrides et inventives, les formats parfois courts et intimistes, convoquant tantôt matière, objet, marionnette, image et corps, toujours à la frontière du vivant. Autant de façons de solliciter autrement nos imaginaires. Généreuses dans leurs propositions, Les Giboulées interrogent le monde et ses façons de le représenter. Ici toutes les générations d’artistes se croisent et se nourrissent les unes les autres.

### Action culturelle

#### Ateliers de pratique artistique
Le TJP propose différents temps de pratique artistique. Les ateliers En famille sont destinés à des enfants accompagnés d'un adulte. Ils sont l'occasion d'expérimenter le théâtre d'ombres, la manipulation d'objets ou de matières et les arts du mouvement avec des artistes dont les spectacles sont programmés durant la saison. Les ateliers Jeunes & adultes sont des expériences inédites qui s'adressent aux adultes et adolescents et l'occasion de découvrir et d'expérimenter l'univers d'un artiste de la saison. Les ateliers Première fois sont un temps privilégié de rencontre et de découverte pour les personnes faisant leurs premiers pas au théâtre. Autour d'un spectacle, des actions d'accompagnement (visite du théâtre, atelier de pratique artistique, temps de discussion avec les artistes autour d'un goûter), sont pensées pour ce public novice, en partenariat avec des associations.

#### Les classes à horaires aménagés théâtre (CHAT)
Depuis 2010, le TJP pilote avec le Conservatoire de Strasbourg un dispositif de classes à horaires aménagés théâtre dans le Réseau d'éducation prioritaire Hans Arp (quartiers de l'Elsau et de la Montagne Verte) pour une centaine d'élèves du CM1 à la 3ème scolarisés au collège Hans Arp et à l’école Martin Schongauer.
Le TJP organise également des ateliers de pratique artistique en milieu scolaire, en milieu associatif et en milieu fermé.

## Financement
En 2014, le théâtre est financé à environ 50% par la ville de Strasbourg, 25% par l'état, 20% par la région et 5% par le conseil général du Bas-Rhin. Pour l'année 2021, le TJP présente un budget prévisionnel de 2 893 000 € dont 2 398 000 € (83%) sont financés par des subventions : 1 170 000 € de la ville de Strasbourg, 635 000 € de l'État, 465 000 € de la région Grand Est, 73 000 € de l'Eurométropole de Strasbourg et 55 000 € du département du Bas-Rhin.

## Pour approfondir